# Renoise

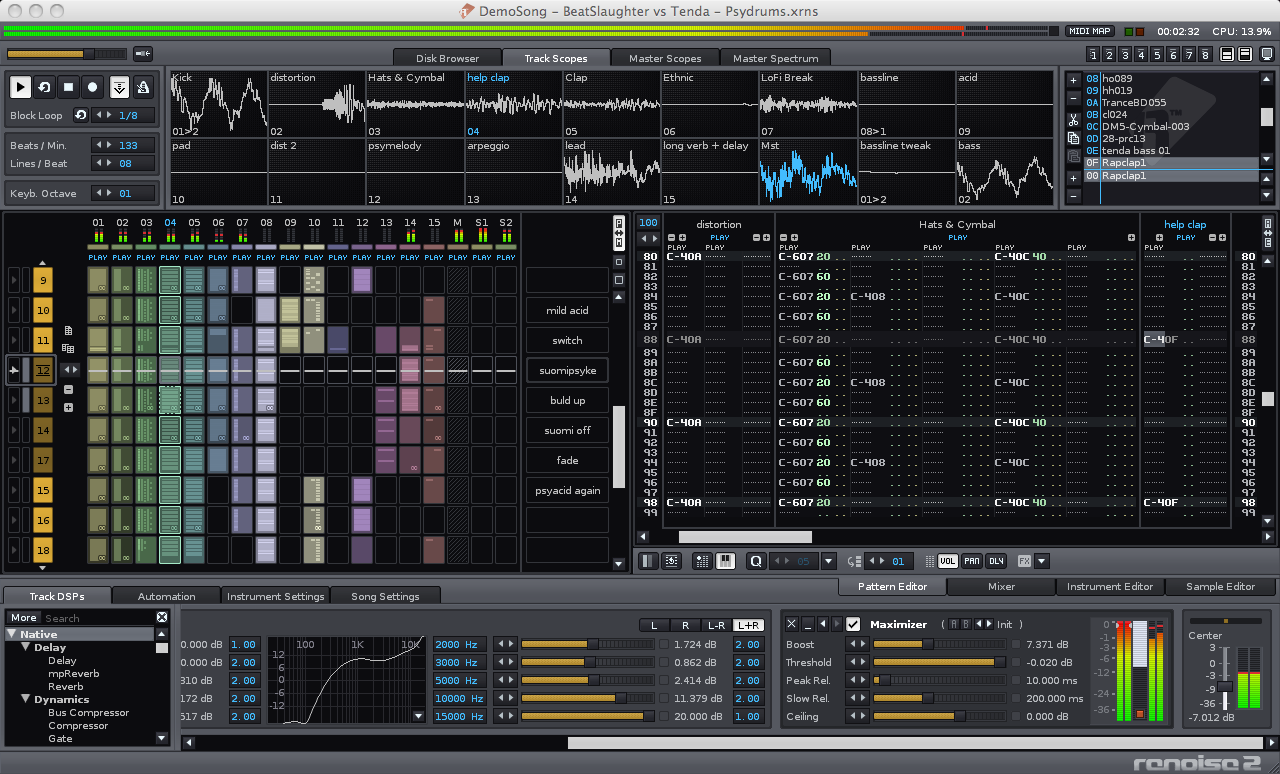
Renoise

O Renoise é um pacote de software contemporâneo baseado na herditariedade e desenvolvimento dos "Trackers". O seu uso primário baseia-se na composição musical usando a sequenciação MIDI de Soft Synths e Samples. A grande diferença entre o Renoise e outros Softwares de produção musical está no característico sequenciador vertical usado pelo software de "Tracking" em oposição aos mais populares sequenciadores horizontais.
Ao contrário do desenvolvimento de software a nível empresarial, o desenvolvimento do Renoise funciona através de uma aliança entre os autores do programa conjuntamente com a respectiva comunidade online para fomentar ideias de novas funcionalidades assim como para verfificação de "Bugs" do mesmo. Dado à sua relativamente pequena base de utilizadores, o sentido de posse colectiva da comunidade é forte.

## História
O Renoise foi originalmente programado a partir do código-fonte de outro "tracker" chamado Noisetrekker, da autoria de Juan Antonio Arguelles Rius (Arguru). O então incógnito porjecto do Renoise foi iniciado por Eduard Mueller (Taktik) e Zvonko Tasic (Phazze) durante o mês de Dezembro do ano 2000. Como já foi discutido neste artigo NoError a equipa de desenvolvimento ambicionou levar o software de "tracking" para um novo padrão de qualidade, possibilitando assim que os utilizadores de trackers produzissem música da mesma qualidade que outros programas existentes a nível profissional. Em inícios de 2002 as versões estáveis (como a 1.27) estavam disponíveis. Nos anos decorrentes a equipa de desenvolvimento expandiu-se incluindo assim Paul Rogalinski (Pulsar), Martin Sandve Alnes (Martinal) e Simon Finne (Blackis), de modo a expandir possibilidades, compatibilidade no Sistema OSX e manutenção do respectivo Site oficial.

## Características
Actualmente as versões 32 bits do Renoise são compatíveis com as versões actuais do Windows e Mac OS X. O Renoise possui uma vasta lista de características, incluindo por exemplo o suporte completo para MIDI e MIDI Sync, suporte para extensões Virtual Studio Technology 2.0, suporte para placas de som com ASIO multi entrada/saída incorporado, um Sampler integrado, um editor de Samples, DSPs internos de funcionamento em Real-Time com um número ilimitado de efeitos por pista, pistas "Master" e "Send", automatização completa de todos os comandos, renderização Hi-Fi em suporte WAV etc.

## Desenvolvimento futuro
As futuras versões do Renoise irão conter músicas e instrumentos guardados num formato XML de código-fonte aberto. Isto significa que os programadores não relacionados directamente com o Renoise poderão programar ferramentas e conversores para converter "de" e "para" *.XRNS pois esta será a nova extensão dos ficheiros do Renoise.

## Utilizadores conhecidos do Renoise
- Enduser
- Frazzbass
- Shaper
- Otto Von Schirach
- Velvet Acid Christ
- Datassete